# 菱川清春
菱川 清春（ひしかわ きよはる、1808年（文化5年） - 1877年（明治10年）8月7日）は、江戸時代後期の京都の浮世絵師、大和絵師。浮世絵師は菱川清春名義で、大和絵師としては岩瀬（小野）広隆名義で知られる。

## 来歴
1808年（文化5年）に京都に生まれる。姓は藤原、岩瀬、名は可隆。字は文可。通称は俊蔵、彦三郎、魯七郎等。通称は吉左衛門。清晴とも称し、林屋、青楊斎、雪艇、曄斎、蕙泉斎、蕙谷などと号す。後に小野広隆と改名する。画号は30有余を数え、京都時代は清春、来紀後は広隆、可隆等を主に用い、姓は菱川、小野、岩瀬が知られる。

### 京の浮世絵師・菱川清春
天保年間の青年期は、京都で「菱川師宣五世」と称し、挿絵絵師として活躍していた。現在確認されている最古作は、1830年（文政13・天保元年）、清春23歳時の『御影流 参宮風流雅帖伊勢土産』（暁鐘成編）の挿絵を担当、「曄斎菱川清晴」と記している。この時期の代表作「摂州大阪天満宮御祭礼図」4枚続には、「浮世絵画工」と肩書きし、天保3年（1832年）の『傾城情史大客』（瀬川恒成著、関亭京鶴述）の跋文では「浮世絵師 菱川清春記」と自著、天保年間に版行された『伊勢物語』との扉絵に「美人の図」落款に「菱川師宣古図、翠松園珍蔵、五代目菱川清春模写」と記すなど、自覚的に菱川末流だと名乗っていたことがわかる。
1833年（天保4年）、26歳の時には、既に「月川輝重」という門弟を抱え、一家を成していた。また、一時大坂上町に住んでいたともいう。1832-36年にかけ、15件の版本挿絵を手掛けている。作例として、1834年（天保5年）、瀬川恒成作の『嵐峡花月奇譚（あらしやまつきはなものがたり）』2編10冊、1835年（天保6年）、池田東籬作の『銀河草紙』などが挙げられる。何らかの事情で出版されず、稿本のみ残る『絵本深山樹物語』（関西大学図書館蔵）では、稿本ならではの迫力ある画面を見せ、清春の高い画力が窺える。他に特筆すべき仕事として、1836年（天保7年）、祇園祭の長刀鉾・欄縁金具の下絵制作が挙げられる。

### 清春（広隆）紀州へ
清春（広隆）が初めて紀州（現・和歌山県）へ来た時期は、1833-34年（天保4-5年）頃とされる。『紀伊国名所図会』の版元・帯屋伊兵衛（高市志文）が、その挿絵を描かせるために、清春を紀州へ招いたのがきっかけである。『図会』は、計27冊からなるが、広隆は1838年（天保9年）刊行の第三編から参加、以降は全て広隆が挿絵を担当している。同年版『平安人物志』では、「藤原清春 号雪艇又廣隆 今遊南紀 菱川吉左衛門 （欄外）大和画」と掲載され、この時期の広隆は、京都を拠点とする絵師ではあることがわかる。
『図会』での実力が認められたのか、この頃から紀州藩10代藩主・徳川治宝の御用を務めるようになる。その中での代表的な仕事は、1843年（天保14年）5月から始まった「春日権現験記絵巻」模本（東京国立博物館蔵）制作である。これは前年に命が下った紀州藩の国学者・長沢伴雄指揮のもと、広隆、浮田一蕙、冷泉為恭、林康是、原在明ら5人の京絵師の筆で進められた。この際、絵師たちに繋がる人脈を持たない紀州の長澤伴雄と、京都の一蕙・為恭らのパイプ役を務めたのが広隆だったと考えられる。1845年（弘化2年）5月、西浜御殿（養翠園）に納められた。

### 紀州藩お抱え絵師・岩瀬広隆
広隆が正式に紀州藩に召し抱えられた時期は不明であるが、1845年頃だと推測される。翌46年刊行の『図会』後編・和歌山補遺では、和歌山城内の様子が収録されているのが、本来軍事機密である城内を描かせたことから、藩直属のお抱え絵師になったと言える。1856年（安政3年）の『紀州家臣諸技藝員町家御用諸氏人名録』町絵師の項には、「御勘定奉行支配小普請格 岩瀬広隆彦三郎 三人フ（扶持）」と有り、藩に召し抱えられていた事が分かる。
上述の『紀州家臣諸技藝員町家御用諸氏人名録』の記述を追うと、1862年（文久2年）には、5人扶持に上がり、「町絵師」から「御絵師」に格上げになっている。晩年は、南画に傾倒している。1877年（明治10年）8月、70歳にて没す。和歌山市鈴丸丁の、帯屋伊兵衛と同じ菩提寺である萬精院に葬られた。

## 代表作
- 「摂州大阪天満宮御祭礼図」 大判錦絵4枚続 阪急文化財団蔵 天保初期

肉筆画
| 作品名               | 技法           | 形状・員数 | 寸法（縦x横cm） | 所有者                                 | 年代                  | 落款・印章                                                     | 備考                       |  |
| -------------------- | -------------- | ---------- | --------------- | -------------------------------------- | --------------------- | -------------------------------------------------------------- | -------------------------- |  |
| 多田満仲像           | 絹本著色       |            |                 | 神願寺                                 | 天保12年（1839年）    |                                                                | 赤城彩霞（紀伊藩儒学者）賛 |  |
| 本居内遠像           | 紙本著色       | 懐紙貼付   |                 | 本居宣長記念館                         |                       |                                                                |                            |  |
| 新井白石像           | 紙本著色       |            |                 | 個人                                   |                       |                                                                |                            |  |
| 薔薇に小禽図・観桜図 | 紙本著色金砂子 | 2面・9面   |                 | 高野山櫻池院                           | 1855年（安政2年）秋   |                                                                |                            |  |
| 張飛図衝立           | 紙本金地著色   | 1基        | 125.6x141.4     | 高野山櫻池院                           | 1855年（安政2年）秋頃 | 款記「琹泉岩瀬広隆写」/「□野広隆」白文方印・「彦三氏」朱文方印 |                            |  |
| 伊達千広像           | 絹本著色       |            |                 | 和歌山県立博物館                       | 明治時代初期          |                                                                | 伊達千広賛                 |  |
| 春夏読書秋冬射猟図   | 絹本著色       |            |                 | 個人（金沢文庫寄託・陸奥宗光関係資料） | 明治前期              |                                                                | 伊藤博文書                 |  |

## 参考図書
- 日本浮世絵協会編　『原色浮世絵大百科事典』第2巻　大修館書店、1982年
- 和歌山市立博物館編集 『特別展 岩瀬広隆─知られざる紀州の大和絵師―』 和歌山市教育委員会発行、2008年10月